# Andhrimnir
Andhrimnir (Andhrímnir, jelentése „kormosarcú”) az istenek szakácsa a Valhallában. Az Edda-énekek (Grímnir-ének) és a Prózai Edda szerint is Andhrimnir minden este vacsorát készít a Saehrimnir vadkanból, amit az Eldhrimnir nevű üstben főz meg. Ezt tálalja fel az isteneknek és az elesett hősöknek, az einherjároknak. Az étel mellé mézsört szolgálnak, amit a Heidrun nevű kecskéből fejnek.
Idézet a verses Eddából:
18. 

Ügyes Verítékhomlok

üstjében, Zubogóban

főzi Vérmest, a vadkant,

nincs ennél finomabb hús;

hősök mily eledelt esznek,

nem sokan sejtik.

25. 

Heidrún, a kecske

a Had Atyjának kapujánál

legeli Lérad lombját,

megtölti a kancsót

világos méztejjel,

ízletes itala végtelen.
Tandori Dezső fordításában a szakács neve Verítékhomlok.